# Sybra pseudomarmorata
Sybra pseudomarmorata là một loài bọ cánh cứng trong họ Cerambycidae.